# I'm a Believer
"I'm a Believer" er en sang skrevet af Neil Diamond og indspillet af The Monkees i 1966 med Micky Dolenz som forsanger. Oprindeligt blev den udgivet via Screen Gems-Columbia Music (BMI), men bliver nu udgivet af Stonebridge Music/EMI Foray Music (SESAC), og administrationen er overgået til Sony/ATV Music Publishing og Universal Music Publishing Group.
Singlen, der blev produceret af Jeff Barry, nåede førstepladsen på den amerikanske Billboard Hot 100 i ugen, der endte d. 31. december 1966, og blev på denne plads i syv uger, og det blev den sidste nummer-1 single i 1996 og den bedste sælgende single i 1967. Billboard rangerede sangen som den 5.-bedste sang i 1967. Sangen var nummer 1 på UK Singles Chart i fire uger i januar og februar 1967, og den nåede førstepladsen i adskillige lande inklusive Australien, New Zealand, Canada og Irland.
Singlen blev bestilt i 1.051.280 eksemplarer allerede inden udgivelse, så den havde solgt Guld allerede 2 dage efter udgivelsen. Det er en af de færre end 40 all-time singler, der har solgt mere end 10 millioner fysiske eksemplarer på verdensplan.
Billboard beskrev sangen som "en letflyvende dans" der "vil ramme med umiddelbart indvirken."
Sangen kunne høres i fire episoder af tv-serien The Monkees i december 1966.

## Hitlister
| Hitliste (1967–68)           | Højeste placering |
| ---------------------------- | ----------------- |
| Australia (Go-Set)           | 1                 |
| Austria                      | 1                 |
| Belgium                      | 1                 |
| Italy                        | 13                |
| Canada RPM Top Singles       | 1                 |
| Germany                      | 1                 |
| Irland (IRMA)                | 1                 |
| Netherlands (Single Top 100) | 1                 |
| New Zealand (Listener)       | 1                 |
| Norway                       | 1                 |
| South Africa (Springbok)     | 1                 |
| UK (OCC)                     | 1                 |
| U.S. Billboard Hot 100       | 1                 |
| U.S. Cash Box Top 100        | 1                 |

| Hitliste (1967)        | Placering |
| ---------------------- | --------- |
| Australia              | 8         |
| Canada                 | 12        |
| South Africa           | 2         |
| U.S. Billboard Hot 100 | 5         |
| U.S. Cash Box          | 8         |

| Hitliste (1958–2018) | Placering |
| -------------------- | --------- |
| US Billboard Hot 100 | 62        |

## Smash Mouth-version
Det amerikanske rockband Smash Mouth indspillede en coverversion af sangen i 2001 som en del af soundtracket til animationsfilmen Shrek, sammen med "All Star". Bandet udgav også sangen på deres selvbetitlede album.
Sangen blev valgt som følge af den første linje, "I thought love was only true in fairy tales", der stemte godt overens med eventyrtemaet i filmen.

### Hitlister
| hitliste (2001)                   | Højeste placering |
| --------------------------------- | ----------------- |
| Australien (ARIA)                 | 9                 |
| Belgien (Ultratip Flanderen)      | 14                |
| Tyskland (Official German Charts) | 94                |
| Irland (IRMA)                     | 39                |
| Italien (FIMI)                    | 23                |
| Holland (Single Top 100)          | 87                |
| New Zealand (RIANZ)               | 12                |
| Spanien (PROMUSICAE)              | 12                |
| USA Billboard Hot 100             | 25                |
| USA Adult Top 40 (Billboard)      | 4                 |
| USA Mainstream Top 40 (Billboard) | 15                |

| Chart (2018)                   | Peak position |
| ------------------------------ | ------------- |
| Polen (Polish Airplay Top 100) | 75            |

| Hitliste (2001)  | Placering |
| ---------------- | --------- |
| Australia (ARIA) | 36        |